# Palazzo Toscana
Il palazzo Toscana (in austriaco palais Toskana) è stato un edificio storico di Vienna.

## Storia
Fu costruito nel 1867 per conto dell'Arciduca Leopoldo Salvatore di Austria-Toscana. Il nome dell'architetto è sconosciuto; la facciata si ritiene che fu progettata da Carl Tietz.
Il palazzo era alto quattro piani, e fu costruito in stile neoclassico. Nella parte posteriore vi era un grande giardino che si estendeva fino al vicino palazzo Rothschild.
Il palazzo Toscana fu danneggiato durante la seconda guerra mondiale. I discendenti dell'arciduca non potendosi permettere i costi della ricostruzione decisero di venderne la proprietà. Il palazzo fu poi demolito. Per decenni l'area dove sorgeva il palazzo fu utilizzata come parcheggio da parte dei dipendenti della ORF, l'azienda radiotelevisiva pubblica austriaca.
Nel 2004 è stato costruito un edificio moderno al suo posto, chiamato Toscanahof.
Il palazzo si trovava in Argentinierstraße 29, nel quarto distretto chiamato Wieden.